# June Almeida
June Dalziel Almeida (5. října 1930, Glasgow – 1. prosince 2007, Bexhill) byla skotská viroložka, která byla průkopnicí vizualizace, identifikace a diagnostiky virů s využitím elektronové mikroskopie.

## Životopis
Narodila se v rodině řidiče autobusu Harryho Harta a jeho ženy Jane Dalzielové. Když jí bylo deset let, zemřel její šestiletý bratr na záškrt. Tato tragická událost probudila její zájem o biologii. Na střední škole excelovala, avšak její rodiče neměli dostatek prostředků, aby mohla studovat na univerzitě. V roce 1947 opustila střední školu a odešla pracovat jako laborantka do nemocnice v Glasgow na oddělení histopatologie, kde analyzovala vzorky tkáně pod mikroskopem. Dosahovala ve své práci výborných výsledků a dostala nabídku zaměstnání v nemocnici sv. Bartoloměje v Londýně, kterou přijala.
V roce 1954 se provdala za venezuelského umělce Enriquesa Rosalia Almeidu (uměleckým jménem Henry Almeida), se kterým v roce 1956 odjela do Kanady. Měli spolu dceru Joyce, avšak manželství skončilo rozvodem v roce 1967.
June Almeida získala místo laborantky elektronové mikroskopie v nově otevřeném Ontario Cancer Institute v Torontu. Neměla sice s elektronovou mikroskopií předchozí zkušenosti, avšak během dvou let novou techniku dokonale zvládla. Aby mohla rozlišit viry od buněk, použila metodu imunoelektronové mikroskopie založenou na interakci protilátek s viry. Ačkoli neměla žádné formální akademické vzdělání, publikovala o svém výzkumu struktury virů odborné články.
V roce 1964 se vrátila do Londýna, kde spolupracovala s Davidem Tyrellem a A. P. Watersonem na zkoumání vzorků z nosní sliznice dobrovolníků s cílem najít virus způsobující nachlazení. June Almeida identifikovala virus, jehož charakteristickým rysem byly krátké špičaté výčnělky na jeho povrchu, které se podobaly sluneční koróně. Další výzkum rozšířeného týmu virologů včetně June Almeidy vedl k objevu dalších virů podobného charakteru, které pod souhrnným názvem koronaviry autoři publikovali v roce 1968 v časopise Nature.
Jedním z nejvýznamnějších objevů June Almeidy s použitím imunoelektronové mikroskopie byla identifikace dvou odlišných složek viru hepatitidy B, což umožnilo vývoj vakcín proti hepatitidě B.
V závěru své profesní kariéry pracovala June Almeida na vývoji diagnostických testů a vakcín. V roce 1985 se usadila se svým druhým manželem Philipem Gardnerem, který byl také virolog, v Bexhillu, a věnovala se výuce jógy a restaurování porcelánu. Na konci osmdesátých let se k elektronové mikroskopii ještě vrátila v roli poradkyně při výzkumu HIV.